# Lou Gish
Louise Mikel Henrietta Marie Curram (Londres; 25 de mayo de 1967 - Ibidem; 20 de febrero de 2006) fue una actriz inglesa, conocida por haber interpretado a Jennifer en la serie Microsoap.

## Biografía
Era hija del actor Roland Curram y de la fallecida actriz Sheila Gish, tenía una hermana menor la actriz Kay Curram. Sus padres se divorciaron y su madre se casó con el actor Denis Lawson, mientras que su padre salió del closet. En marzo de 2005 su madre murió luego de perder su batalla en contra del cáncer facial.
Lou es ahijada de la actriz Julie Christie y del fallecido actor John Schlesinger. 
En 2000 comenzó a salir con el actor Nicholas Rowe con quien estuvo por seis años hasta el día de su muerte en 2006.
Lou murió el 20 de febrero de 2006 después de perder su batalla contra el cáncer. Lou está enterrada junto a su madre en el cementerio de Highgate.

## Carrera
En 1997 obtuvo un papel secundario en la película Bent donde interpretó a la amiga de Max (Clive Owen).
En 1998 se unió al elenco recurrente de la serie Microsoap donde interpretó a Jennifer, hasta el final de la serie.
En 2004 apareció como invitada en las series médicas Casualty donde dio vida a Angela Chalmers y en Doctors donde interpretó a Anne Davison. Ese mismo año apareció por primera vez en la popular serie británica EastEnders donde interpretó a la detective sargento Jones hasta 2005.

## Filmografía
- Series de Televisión.:

| Año         | Título             | Personaje         | Notas                                                   |
| ----------- | ------------------ | ----------------- | ------------------------------------------------------- |
| 2005        | New Tricks         | Bernice           | episodio # 2.7                                          |
| 2004 - 2005 | EastEnders         | Det. Jones        | 9 episodios                                             |
| 2004        | Casualty           | Angela Chalmers   | episodio "Love's Labours... Lost"                       |
| 2004        | Doctors            | Anne Davison      | episodio "High Anxiety"                                 |
| 2001 - 2002 | Coupling           | Julia             | 5 episodios                                             |
| 2002        | Wire in the Blood  | Beth Morris       | 2 episodios                                             |
| 2002        | Helen West         | Grace             | episodio "Shadow Play"                                  |
| 2002        | The Vice           | Dawn              | episodio "One More Time"                                |
| 2001        | Where the Heart Is | Wendy Atkins      | 3 episodios                                             |
| 2000        | Without Motive     | Det. Linda Harris | -                                                       |
| 1998 - 2000 | Microsoap          | Jennifer          | 13 episodios                                            |
| 1999        | Hope & Glory       | Sarah Wood        | 2 episodios                                             |
| 1997        | Holding the Baby   | Claire            | -                                                       |
| 1996        | Game-On            | Tesni             | episodio "Bruce Willis & Robert De Niro Holding a Fish" |

- Películas.:

| Año  | Título | Personaje    | Notas                                                                           |
| ---- | ------ | ------------ | ------------------------------------------------------------------------------- |
| 1997 | Bent   | Amiga de Max | junto a Mick Jagger, Clive Owen, Brian Webber, Nikolaj Coster-Waldau & Jude Law |

- Teatro.:

| Año  | Obra                                                | Personaje | Director (a)   | Teatro                 | Notas                                                  |
| ---- | --------------------------------------------------- | --------- | -------------- | ---------------------- | ------------------------------------------------------ |
| 2005 | King Lear                                           | Goneril   | Steven Pimlott | Minerva Studio Theatre | junto a David Warner, Richard O'Callaghan & Kay Curram |
| 2005 | Tejas Verdes                                        | -         | -              | Gate Theatre           | -                                                      |
| -    | Look Back in Anger                                  | -         | -              | -                      | -                                                      |
| -    | The Talented Mr. Ripley                             | -         | -              | -                      | -                                                      |
| -    | Little Malcolm and His Struggle Against the Eunuchs | -         | -              | -                      | -                                                      |
| -    | Design for Living                                   | -         | -              | -                      | -                                                      |